# Aditya Mittal (joueur d'échecs)
Pour les articles homonymes, voir Mittal et Aditya Mittal.
Dans ce nom indien, Mittal est le prénom du père et Aditya est le nom personnel.
Aditya Mittal  est un joueur d'échecs indien né le 19 septembre 2006 à Delhi dans le quartier de Mehrauli. 
Au 1er décembre 2023, il est le 20e joueur  indien avec un classement Elo de 2 595 points.

## Carrière
Aditya Mittal a le titre de grand maître international  depuis 2023.
En décembre 2022, il finit 1er-3e (troisième après des mini-matchs de départage) de l'open Ellobregat de Barcelone avec 7 points sur 9, puis il finit deuxième de l'open de Benidorm avec 7,5 points sur 9.
En juillet 2023, il remporte l'open international Zhuldyzdary d'Astana, faisant partie du Circuit FIDE 2023, avec  8 points sur 9.
En octobre 2023, il remporte l'open de Pavlodar au Kazakhstan avec 8 points sur 10,.